# Єрмаков Георгій Сергійович
Георгій Сергійович Єрмаков (нар. 28 березня 2002, Київ, Україна) — український футболіст, воротар «Маккабі» (Хайфа). На правах оренди грає за «Олександрію».

## Життєпис
Народився в Києві. У ДЮФЛУ з 2015 по 2019 рік виступав за столичну ДЮСШ-15.
На початку серпня 2019 року приєднався до структури «Шахтаря». У сезоні 2019/20 років зрідка потрапляв до заявки на матчі юнацької (U-19) та молодіжної (U-21) команди «гірників», а вже наступного сезону грав за вище вказані команди, але в жодній з них основним гравцем так і не став. На початку березня 2021 року відправився в оренду до «Олександрії». Виступав за юнацьку команду олександрійців. Вперше до заявки на поєдинок Прем'єр-ліги України потрапив 25 липня 2021 року, в переможному (1:0) виїзному матчі 1-го туру проти луганської «Зорі». Георгій просидів на полі усі 90 хвилин на лаві запасних. До кінця червня 2021 року так і не зіграв жодного офіційного матчу за «Олександрію».
На початку липня 2021 року вільним агентом повернувся до «Олександрії». Спочатку також виступав за юнацьку команду «алексів», також потрапляв до заявки першої команди, але на поле так і не виходив. За головну команду «Олександрії» дебютував 26 вересня 2023 року в переможному (1:0) виїзному поєдинку 1/8 фіналу кубку України проти львівського «Руху». Єрмаков вийшов на поле в стартовому складі та відіграв увесь матч. В українській Прем'єр-лізі України дебютував 1 жовтня 2023 року в програному (2:4) виїзному поєдинку 9-го туру проти київського «Динамо». Георгій вийшов на поле в стартовому складі та відіграв увесь матч.